# Mydas audax
Mydas audax är en tvåvingeart som beskrevs av Osten Sacken 1874. Mydas audax ingår i släktet Mydas och familjen Mydidae. Inga underarter finns listade i Catalogue of Life.